# Westminster (stacja metra)

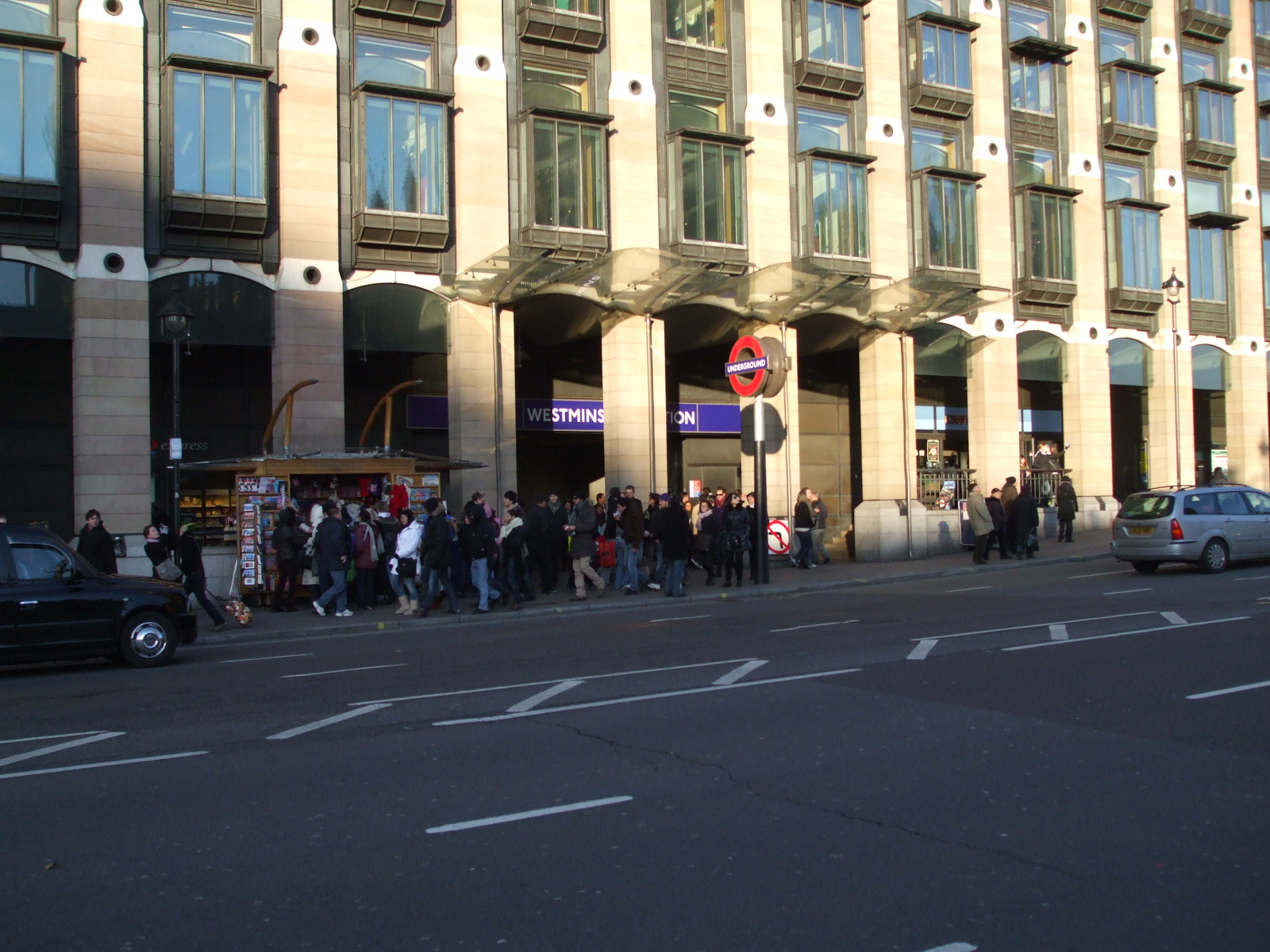
Wejście do stacji Westminster przez Portcullis House

Westminster – podziemna stacja metra w Londynie, położona w dzielnicy City of Westminster, w bezpośrednim sąsiedztwie Pałacu Westminsterskiego
Stacja została otwarta w 1868 roku jako część District Line. W 1949 znalazła się także na trasie wydzielonej wówczas Circle Line. W drugiej połowie lat 90. stacja poddana została generalnej przebudowie związanej z włączeniem jej do nowego odcinka Jubilee Line. 

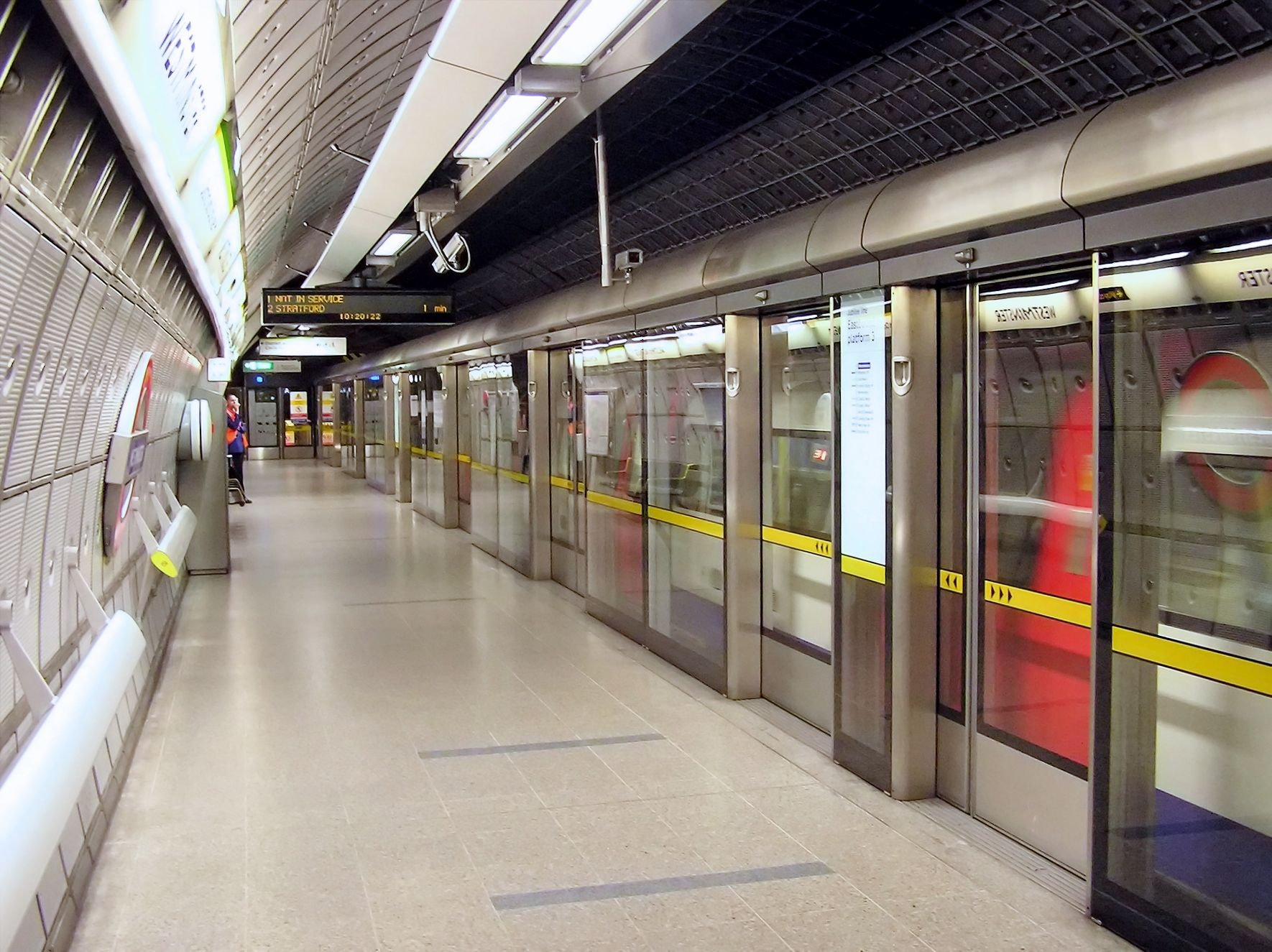
Drzwi peronowe na stacji Westminster na linii Jubilee w kierunku wschodnim

W tym samym czasie na powierzchni trwała w tym miejscu budowa Portcullis House, gmachu wznoszonego na użytek brytyjskiego parlamentu, który nie mieścił się już w Pałacu. Koordynację obu inwestycji ułatwiał fakt, iż miały one wspólnego architekta, którym był Sir Michael Hopkins. Stacja została otwarta w swej nowej odsłonie 22 grudnia 1999. Obecnie należy do najbardziej futurystycznie zaprojektowanych spośród obiektów londyńskiego metra. Aktualnie korzysta z niej ok. 18,36 mln pasażerów rocznie. Należy do pierwszej strefy biletowej.
22 października 2006 stacja została zamknięta na cały dzień w związku z prowadzonymi w jej wnętrzach zdjęciami do filmu Harry Potter i Zakon Feniksa. Po komputerowej obróbce, zostały one wykorzystane w scenie, gdy Harry zmierza na przesłuchanie w Ministerstwie Magii. 